# Lijst van gemeentelijke monumenten in Woensdrecht
De gemeente Woensdrecht kent 2 gemeentelijke monumenten. Hieronder een overzicht. 

## Ossendrecht
| Object                    | Bouwjaar | Architect     | Locatie                       | Plaats      | Coördinaten                   | Nr.       | Afbeelding                |
| ------------------------- | -------- | ------------- | ----------------------------- | ----------- | ----------------------------- | --------- | ------------------------- |
| R.K. Sint-Gertrudiskerk   | 1897     | P.J. van Genk | Dorpsstraat 1                 | Ossendrecht | 51° 23' 39" NB, 4° 19' 21" OL | 0873/WN01 | Meer afbeeldingen         |
| Volksabdij OLV ter Duinen |          |               | O.L. Vrouw ter Duinenlaan 199 | Ossendrecht | 51° 24' 32" NB, 4° 20' 25" OL | 0873/WN02 | Volksabdij OLV ter Duinen |

's-Hertogenbosch ·
Alphen-Chaam ·
Altena ·
Asten ·
Baarle-Nassau ·
Bergeijk ·
Bergen op Zoom ·
Bernheze ·
Best ·
Bladel ·
Boekel ·
Boxtel ·
Cranendonck ·
Deurne ·
Dongen ·
Drimmelen ·
Eersel ·
Eindhoven ·
Etten-Leur ·
Lijst van gemeentelijke monumenten in Geertruidenberg ·
Geldrop-Mierlo ·
Gemert-Bakel ·
Gilze en Rijen ·
Goirle ·
Halderberge ·
Heeze-Leende ·
Helmond ·
Heusden ·
Hilvarenbeek ·
Laarbeek ·
Land van Cuijk ·
Maashorst ·
Meierijstad ·
Moerdijk ·
Nuenen, Gerwen en Nederwetten ·
Oirschot ·
Oisterwijk ·
Oosterhout ·
Oss ·
Reusel-De Mierden ·
Roosendaal ·
Someren ·
Son en Breugel ·
Lijst van gemeentelijke monumenten in Steenbergen ·
Tilburg ·
Valkenswaard ·
Vught ·
Waalre ·
Waalwijk ·
Woensdrecht ·
Zundert